# Denise Zich
Pour les articles homonymes, voir Zich.
Denise Zich (née le 7 décembre 1975 à Wolfen en Saxe) est une actrice, mannequin et chanteuse allemande.

## Biographie
Denise Zich commence sa carrière en 1995 en tant que mannequin pour Calvin Klein, puis RTL Television lui a donné sa première chance en tant qu'actrice dans le feuilleton quotidien Au rythme de la vie (Gute Zeiten, schlechte Zeiten) en 1995.
Actrice de télévision, elle apparaît peu au cinéma. Elle obtient son premier crédit sur un film en 1999 dans le drame Schlaraffenland dans lequel elle joue aux côtés de Heiner Lauterbach, Franka Potente et Jürgen Tarrach (de).
Elle a obtenu de bonnes critiques pour son interprétation de la jeune styliste Valérie Landau dans le film germano-autrichien Amour, mensonges, passions (Liebe, Lügen, Leidenschaft), où elle jouait auprès de Maximilian Schell et Barbara Sukowa.
Elle est mariée avec l'acteur Andreas Elsholz et ils ont un fils.

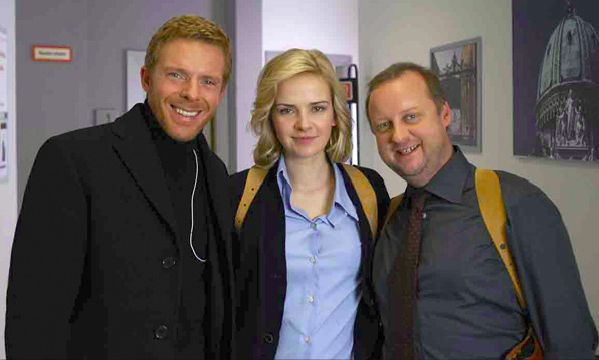
Denise Zich avec Kaspar Capparoni (à gauche) et Martin Weinek (à droite)

## Filmographie partielle

### Télévision
- 1995-1996 : Au rythme de la vie (Gute Zeiten, schlechte Zeiten).
- 1996 : Die Geliebte (Le Bien-Aimé).
- 1996–1997 : Alle zusammen – jeder für sich – Daily-Soap (Tous ensemble - chacun pour soi).
- 1997 : Sexy Lissy.
- 1997 : First Love – Das freche Herz (Le cœur insolent).
- 1998 : Mordkommission (Homicide).
- 1998 : Einsatz Hamburg Süd.
- 1998 : L'Empreinte du crime (Die Cleveren).
- 1999 : Abschied in den Tod (Adieu à la mort).
- 1999 : Am Ende siegt die Liebe (À la fin de l'amour triomphe).
- 1999 : Der Todeszug (La morte du train).
- 1999 : Kanadische Träume – Eine Familie wandert aus (Rêves canadiens - Une famille émigre).
- 2000 : Ein mörderischer Plan (Un plan meurtrier).
- 2000 : Rex, chien flic (Kommissar Rex). Saison 7 épisode "Et la mort frappa 2 fois"
- 2000 : Brigade du crime - Le maniaque (SOKO Leipzig – Wilde Triebe).
- 2001 : Siska - La sorcière, au bûcher ! (Siska - Hexe im Feuer).
- 2001 : Die Kristallprinzessin (Princesse Crystal).
- 2001–2002 : Liebe, Lügen, Leidenschaften (Love, Lies, Passions).
- 2002 : Siska - Eine riskante Beziehung (Siska - une relation à risque).
- 2002 : Tatort : Totentanz (Tatort : Totentanz).
- 2002 : Un cas pour deux (Ein Fall für zwei) 200e séquence anniversaire.
- 2003 : Der Bulle von Tölz (Folge: Krieg der Sterne) (La Bulle von Tölz (Épisode : La Guerre des Étoiles).
- 2003 : Eine Hand voll Briefe (Une poignée de lettres).
- 2004 : Utta Danella : « Eine Liebe in Venedig » (Utta Danella : Un amour à Venise).
- 2004 : Sterne über Madeira (Stars à Madère).
- 2005 : Eine Liebe in Venedig (Un amour à Venise).
- 2005 : Meine große Liebe (Mon grand amour).
- 2005 : Im Sommerhaus (Dans la maison d'été).
- 2005 : Die Stimme des Herzens (La voix du cœur).
- 2005 : Heute fängt mein Leben an (Aujourd'hui commence ma vie).
- 2005 : Le Renard (Der Alte).
- 2006 : Les Enquêtes d'Agatha (Agathe kann’s nicht lassen).
- 2006 : Liebe im Zeichen des Drachens (L'amour dans le signe du dragon).
- 2007 : Siska – L'ombre d'une femme (Siska - Schatten einer Frau).
- 2007 : Im Tal der wilden Rosen (Dans la vallée des roses sauvages).
- 2008 : Ein Ferienhaus in Schottland (Une maison en Écosse).
- 2009 : Rosamunde Pilcher : Herzenssehnsucht.
- 2009 : Rex, chien flic (Kommissar Rex). saison 11: nouveau commissaire.
- 2009 : Le Renard - Harcèlement (Der Alte: Allein in der Nacht).
- 2010 : À quoi pensent les hommes ? (Sind denn alle Männer Schweine?) (TV)
- 2010 : In aller Freundschaft.
- 2011 : Une famille sur les bras (Die geerbte Familie) (TV)

### Films
- 2002 : Schlaraffenland
- 2006 : Schwere Jungs